# Grand Prix de Chiasso
Le Grand Prix de Chiasso (en italien : Gran Premio di Chiasso) est une course cycliste suisse disputée à Chiasso, dans le canton du Tessin. De 1995 à 2007, la course a lieu fin février ou début mars. il est organisé par le Velo club Chiasso. En 2005, il a intégré l'UCI Europe Tour, en catégorie 1.1.
La première édition pour les professionnels a lieu 1995. Le coureur le plus victorieux est Giuliano Figueras, avec deux victoires à son actif. 
L'édition 2008 a été annulée en raison de problèmes d'organisation. En 2009, il est remplacé par le Gran Premio dell'Insubria, qui se déroule sur un parcours différent jusqu'à sa disparition en 2011.

## Palmarès depuis 1983
| Année | Vainqueur          | Deuxième          | Troisième            |
| ----- | ------------------ | ----------------- | -------------------- |
| 1983  | Leszek Swinecki    | Mauro Gianetti    | Boris Flueckiger     |
| 1984  | Andrea Guidotti    | Peter Tami        | Marek Kaminski       |
| 1985  | Stephan Joho       | R. Gugole         | D. Mausli            |
| 1986  | Ottavio Sofredini  | Bruno Huerlimann  | Hans Niederhausern   |
| 1987  | Fabian Fuchs       | John Baldi        | Jocelyn Jolidon      |
| 1988  | Severin Kurmann    | Lorenz Saurer     | Jocelyn Jolidon      |
| 1989  | Daniel Huwyler     | Giuseppe Fontana  | Markus Winterberg    |
| 1990  | Marcel Bischof     | Daniel Huwyler    | Fabian Jeker         |
| 1991  | Roman Wernli       | Andre Wernli      | Alberto Passera      |
| 1992  | Marco Vermey       | Roland Baltisser  | Andre Wernli         |
| 1993  | Markus Zberg       | Frédéric Vifian   | Olivier Penney       |
| 1994  | Roman Jeker        | Hart Brendan      | Andrea Guidotti      |
| 1995  | Beat Huber         | Ivan Luna         | Andrea Guidotti      |
| 1996  | Federico Profeti   | Gabriele Colombo  | Andrea Stocco        |
| 1997  | Sergueï Outschakov | Alberto Volpi     | Bruno Boscardin      |
| 1998  | Gianluca Bortolami | Mirko Celestino   | Germano Pierdomenico |
| 1999  | Romāns Vainšteins  | Gabriele Balducci | David Millar         |
| 2000  | Giuliano Figueras  | Davide Rebellin   | Mauro Zinetti        |
| 2001  | Davide Rebellin    | Dario Frigo       | Raimondas Rumšas     |
| 2002  | Rubens Bertogliati | Alexandr Shefer   | Cristian Gasperoni   |
| 2003  | Giuliano Figueras  | Mirko Celestino   | Giuseppe Palumbo     |
| 2004  | Franco Pellizotti  | Non-attribué      | Cédric Vasseur       |
| 2005  | Kim Kirchen        | Giuliano Figueras | Michael Rogers       |
| 2006  | Remmert Wielinga   | Davide Rebellin   | Non-attribué         |
| 2007  | Pavel Brutt        | Davide Rebellin   | Luca Mazzanti        |